# Raphitoma philberti
Raphitoma philberti is een slakkensoort uit de familie van de Raphitomidae. De wetenschappelijke naam van de soort is voor het eerst geldig gepubliceerd in 1829 door Michaud.